# Mihály Bakos
Mihály Bakos (auch: Miháo Bakoš; * 1742 in Šalovci, Komitat Vas; † 9. April 1803 in Surd) war ein lutherischer Pfarrer, Lehrer und Schriftsteller in Ungarn, der Geistliche der slowenischen Bevölkerung in Surd.
Bakos studierte in Hodoš, seine weitere Studienorte sind nicht bekannt. Von 1779 war er Pfarrer und Geistlicher in Surd (Komitat Somogy), nach István Küzmics. 1784–85 war er Pfarrer in Križevci, danach wieder im Schomodi. Bakos war der Dekan von Schomodi und Zala.
1796 schrieb er ein Gesangbuch und arbeitete den Katechismus von Ferenc Temlin um.

## Werke
- Agenda Vandalica (1784)
- Moudus od Krſztnoga ſzveſztva vö szlü'zenyá (1780)
- Szlovenszki abeczedár (1786)
- Nouvi Gráduvál (1789)
- Krscsánszke peszmene knige (1791)
- Győrſzki Kátekizmus (1796)